# Mallotus miquelianus
Mallotus miquelianus là một loài thực vật có hoa trong họ Đại kích. Loài này được (Scheff.) Boerl. mô tả khoa học đầu tiên năm 1900.